# Interdisziplinäres Wissenschaftliches Zentrum Medizin-Ethik-Recht

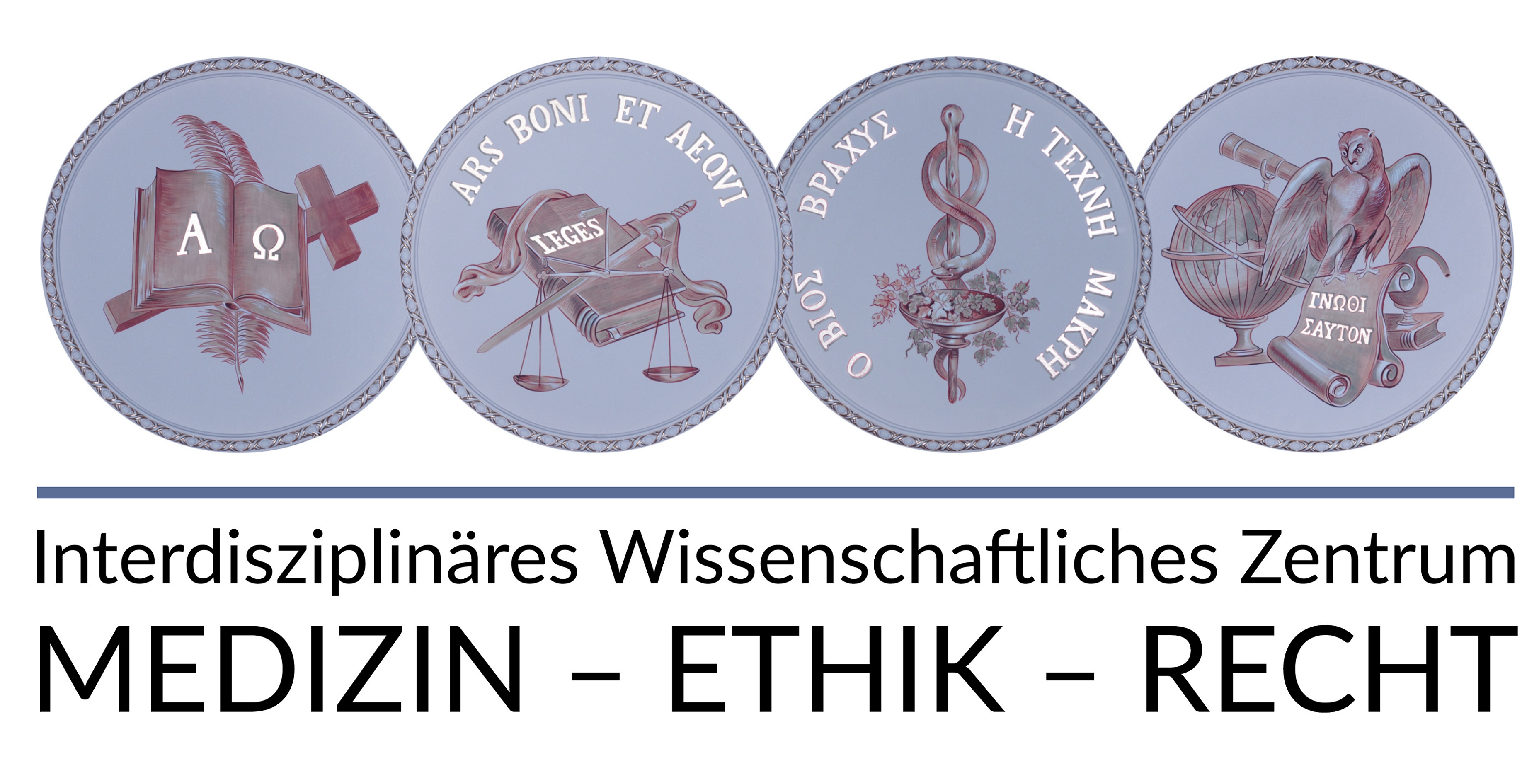
Logo des Interdisziplinären Wissenschaftlichen Zentrums Medizin-Ethik-Recht

 Das Interdisziplinäre Wissenschaftliche Zentrum Medizin-Ethik-Recht (IWZ MER) ist eine Einrichtung der Martin-Luther-Universität Halle-Wittenberg. Es wurde am 18. September 2001 gegründet und ist eines von vier Zentren zur Schaffung von interdisziplinären und innovativen Strukturen für die Forschung und akademische Ausbildung an der Universität. Es soll die Zusammenarbeit und Erforschung von Problemen in den Bereichen seiner namensgebenden Disziplinen fördern.

## Struktur
Das IWZ MER wird von einem Direktorium geleitet, welches aus dem geschäftsführenden Direktor Henning Rosenau und 14 weiteren Mitgliedern besteht. Neben den wesentlichen Leitentscheidungen kommt dem Direktorium vor allem die Aufgabe zu, dass Programm des Zentrums zu gestalten und Forschungsprojekte zu initiieren. Es wird dabei von einem wissenschaftlichen Beirat unterstützt, welcher bei der Entwicklung von Arbeits- und Forschungsaufgaben berät. Sowohl das Direktorium als auch der wissenschaftliche Beirat setzen sich aus Wissenschaftlern der Fachbereiche Theologie, Medizin, Philosophie und Recht zusammen.

## Studium und Lehre
Das IWZ MER verantwortet eine Reihe an interdisziplinären Veranstaltung in der akademischen Ausbildung. Zudem wird ein deutschlandweit einzigartiger Masterstudiengang angeboten.

### Masterstudiengang Medizin-Ethik-Recht
Im Sommersemester 2005 wurde der Aufbaustudiengang Medizin-Ethik-Recht ins Leben gerufen. Aus diesem ist inzwischen der Masterstudiengang Medizin-Ethik-Recht hervorgegangen, welcher sich bis heute im Studienangebot der Universität wiederfindet. Die Inhalte des Studiums sind fächerübergreifend ausgerichtet, etwa durch interdisziplinäre Einführungsmodule oder Lehrveranstaltungen wie Sozialrecht oder Gesundheitsökonomik. Mit Abschluss des Studiums wird den Absolventen der Titel Master of Medicine, Ethics and Law (M. mel.) verliehen. Der Studiengang steht kurz vor Abschluss seiner Akkreditierung.

### Dienstagskolloquium
Fester Bestandteil des wissenschaftlichen Programms des IWZ MER ist das sog. Dienstagskolloquium. Dabei handelt es sich um eine unter dem Semester zweiwöchentlich stattfindende Vortragsreihe, die sich mit unterschiedlichen Thematiken aus den Bereichen Medizin, Ethik und Recht beschäftigt. Dazu zählen etwa Fragen der Sterbehilfe, Organspende oder die Beurteilung von notfallmedizinischen Konfliktsituationen. Das Dienstagskolloquium ist von der Ärztekammer Sachsen-Anhalt als Fortbildungsveranstaltung zertifiziert.

### Außerordentliche Veranstaltungen
Neben der regulären Lehre veranstaltet das Zentrum jährlich mehrere interdisziplinäre Veranstaltungen zu aktuellen Themen und Fragestellungen. Hierzu zählt etwa die Tagung „Be-/Ge-hinderte Sexualität“ 2022 oder das „Aserbaidschan – Türkisch – Deutsches Symposium zum Medizinrecht“ 2024. Darüber hinaus beteiligt sich das Zentrum an der jährlichen Langen Nacht der Wissenschaft der Universität mit einem umfassenden Programm. Die nächste Fachtagung des IWZ MER findet am 2. und 3. Oktober zum Thema „Zwischen Schutz und Selbstbestimmung ‒ Internationale und interdisziplinäre Perspektiven auf das menschliche Leben im Spiegel des Medizinrechts“ statt.

## Forschungsprojekte
Das Forschungsprogramm des Zentrums beschäftigt sich mit interdisziplinären Frage- und Problemstellungen aus den Bereichen Medizin, Ethik und Recht. Aktuell sind fünf laufende Forschungsprojekte am IWZ MER angegliedert. Darüber hinaus hat das Zentrum 34 abgeschlossene Projekte vorzuweisen.
| Name des Forschungsprojekt | Förderungsgeber                                       | Förderzeitraum       | Anmerkung                    |
| --- | ----------------------------------------------------- | -------------------- | ---------------------------- |
| EvAb-Pilot – Entwicklung, Pilotierung und Evaluation eines evidenzbasierten Aufklärungsbogens zum Thema Knie TEP                                                             | Innovationsausschuss beim Gemeinsamen Bundesausschuss | 2020 bis 2023        | Abschlussbericht ausstehend. |
| PartengO – Förderung der partizipativen Entscheidungsfindung in der geriatrischen Onkologie                                                                                  | Stiftung Deutsche Krebshilfe                          | 2022 bis Projektende |                              |
| Onco:cide – Unterstützung der Entscheidungsfähigkeit in onkologischen Grenzsituationen. Entwicklung und Pilotierung einer multimodalen Intervention für vulnerable Patienten | Stiftung Deutsche Krebshilfe                          | 2022 bis Projektende |                              |
| 6G-Health | Bundesministerium für Bildung und Forschung (BMBF)    | 2022 bis Projektende |                              |
| Wissenschaftliches Netzwerk: Wissenschaftliche Fundierung einer verantwortbaren Praxis der assistierten Selbsttötung                                                         | Deutsche Forschungsgemeinschaft (DFG)                 | 2024 bis 2027        |                              |

## Publikationen
Im Namen des geschäftsführenden Direktors gab das IWZ MER von 2006 bis 2016 die Schriftenreihe Medizin-Ethik-Recht heraus, welche insgesamt 60 Bände umfasst. In ihr wurden regelmäßig Beiträge von anerkannten Wissenschaftlern aus allen Disziplinen, aber auch die Arbeiten von Absolventen des Masterstudiengangs Medizin-Ethik-Recht veröffentlicht.

## Verein meris e.V.
Im Jahr 2008 wurde der aus dem Studiengang Medizin-Ethik-Recht hervorgegangene „meris e.V.“ ins Leben gerufen, welcher als Alumni-Verein gegründet worden war und heute vor allem auf die Förderung des wissenschaftlichen Diskurses abzielt. Der Verein richtet sich inzwischen an alle Interessierten im Bereich Medizin-Ethik-Recht. Vom Vereinszweck sind unter anderem die Organisation von Veranstaltungen, Projekten, Vorträgen sowie Fort- und Weiterbildungen umfasst. Zweimal jährlich gibt der Verein die Zeitschrift für Medizin-Ethik-Recht heraus.